# Risanäs
Risanäs är ett samhälle söder om Ronneby och ligger vid havet på Risanäshalvön. Samhället är uppbyggt längs en bygata med en skolbyggnad i sten från 1854, undervisningen upphörde dock 1913. Byggnaden är idag ett skolmuseum som ombesörjs av Ronneby musei- och hembygdsförening. Runt Risanäs finns flera exempel på kulturhistoriskt värdefull bebyggelse i form av äldre gårdsmiljöer.

## Landskap
Risanäs ligger vid Östersjökusten där det Blekingska sprickdalslandskapet möter havet. Landskapet består av skogklädda höjdryggar som löper i nord-sydlig riktning och dalgångar med jordbruksmark. Ett tydligt landskapselement är Risanäshalvön som skjuter ut i Risanäsviken. Söder om Risanäs ligger Båkenaberget som utgör en naturlig gräns i landskapet mot Svanevik. I Risanäs vägskäl ligger ett större flyttblock på högkant. Flyttblocket utgör på detta sätt ett lokalt landmärke i landskapet.

## Kulturmiljlö
Trots Risanäs begränsade geografiska storlek har platsen flera kända kulturhistoriska lämningar. Utöver ett flertal äldre husgrunder är en av de mer framträdande lämningen av en äldre kvarn (RAÄ Ronneby 818) på Risanäsvikens västra soda, vid foten av Båkenaberget. På denna plats löper ett mindre vattendrag ut i Risanäsviken som härrör från Lilla Kriksjön, Kroksjön och Långasjön. Spåren från den vattendrivna kvarnen består bland annat av en dammvall, tre vattenrännor och platsen för det tidigare kvarnhjulet.
På Risanäsvikens östra sida ligger flera lämningar med koppling till ett tidigare tegelbruk. Den äldre lertäkten (RAÄ Ronneby 820) finns belagd sedan år 1792. Husgrunden från det gamla tegelbruket som under 1700-talet ägdes av G. Wickenberg är fortfarande synlig i terrängen. Detta tegelbruk bör inte förväxlas med Bustorps tegelbruk som låg något öster om Risanäshalvön i Busseviken och fanns kvar in på 1900-talet.